# San Fulgencio
San Fulgencio – gmina w Hiszpanii, w prowincji Alicante, we wspólnocie autonomicznej Walencja, o powierzchni 19,75 km². W 2011 roku liczyła 12 529 mieszkańców.